# سام سانت لوران
سام سانت لوران هو لاعب هوكي الجليد كندي، ولد في 16 فبراير 1959 في ساغينيه في كندا.

## وصلات خارجية
- سام سانت لوران على موقع دوري الهوكي الوطني (الإنجليزية)
- سام سانت لوران على موقع EliteProspects.com (الإنجليزية)
- سام سانت لوران على موقع Eurohockey.com (الإنجليزية)
- سام سانت لوران على موقع HockeyDB.com (الإنجليزية)
- سام سانت لوران على موقع Hockey-Reference.com (الإنجليزية)
- سام سانت لوران على موقع أوليمبيديا (الإنجليزية)